# Wakaba Tomita
Wakaba Tomita (* 9. April 1997) ist eine japanische Judoka. Sie war 2021 Weltmeisterschaftszweite und 2022 Weltmeisterschaftsdritte im Schwergewicht. 2024 wurde sie Weltmeisterin.

## Sportliche Karriere
Tomita war 2014 Zweite der U21-Asienmeisterschaften und 2015 Juniorenweltmeisterin.
2019 gewann Tomita das Grand-Prix-Turnier in Budapest. 2020 war sie japanische Meisterin in der offenen Klasse, 2021 gewann sie den Titel im Schwergewicht. Bei den Weltmeisterschaften 2021 in Budapest besiegte sie im Viertelfinale die Brasilianerin Maria Suelen Altheman und im Halbfinale die zweite Brasilianerin Beatriz Souza. Im Finale kämpften die beiden Japanerinnen Sarah Asahina und Wakaba Tomita gegeneinander und Asahina gewann den Titel.
2022 gewann Tomita die Grand-Slam-Turniere in Paris und Budapest. Dazwischen wurde sie japanische Meisterin in der Offenen Klasse und im Schwergewicht. Bei den Weltmeisterschaften 2022 in Taschkent gewann Tomita eine Bronzemedaille, nachdem sie im Halbfinale gegen Beatriz Souza verloren hatte. Im Kampf um den dritten Platz bezwang sie die Südkoreanerin Kim Ha-yun. Bei den 2023 ausgetragenen Asienspielen 2022 in Hangzhou gewann sie die Bronzemedaille. In der Mannschaftskonkurrenz sicherte sie sich mit der japanischen Mannschaft dagegen die Goldmedaille. Im April 2024 gewann Tomita bei den japanischen Meisterschaften. Einen Monat später bei den Weltmeisterschaften in Abu Dhabi besiegte Tomita im Halbfinale die Türkin Hilal Özturk und im Finale die zweite Türkin Kayra Özdemir.